# Etherlords
Etherlords (en ruso: Демиурги, Demiugri) es un videojuego de fantasía y estrategia por turnos desarrollado por Nival Interactive. El juego fue publicado el 12 de noviembre de 2001 por Ravensburger Interactive Media bajo el sello editorial Fishtank Interactive. Antes de su lanzamiento mundial fue publicado en Rusia, en formato demo, el 9 de noviembre de 2001). 
 Dos años  más tarde se publicó una secuela, Etherlords II, la cual fue distribuida en Europa por DreamCatcher Interactive y en Estados Unidos por Strategy First. En el 2014 lanzó un juego para apps también llamado Etherlords pero con pocas semejanzas con el original.
El juego presenta un sistema de duelo basado en cartas, similar al que se utiliza en Magic: El encuentro. Si bien el juego puede ser jugado exclusivamente en modo duelo, el mayor atractivo de Etherlords se encuentra en el modo escenario que mezcla elementos de estrategia y aventura en un mapa, de forma similar a la utilizada en Heroes of Might and Magic. De hecho, más adelante la compañía desarrolló Heroes of Might and Magic V.

## Historia
El mundo está gobernado por una fuerza conocida como éter portada por representantes de cuatro facciones (o razas); Caos, Cinética, Sintética y Vitalidad. Los dirigentes de las cuatro facciones luchan por la supremacía absoluta, con el objetivo de convertirse en el legendario Señor Blanco, el maestro del éter.
En Etherlords puedes seleccionar entre dos campañas: Cinética/Vitalidad o Caos/Sintética . Algunos mapas, incluyendo el de la última misión, están compartidos entre las dos campañas con distinta jugabilidad dependiendo de la facción seleccionada por el jugador. Durante la última misión el jugador se enfrenta al Señor Blanco quien, al ser el maestro del éter, puede utilizar hechizos (spells) de todas las escuelas. Al derrotar al Señor Blanco, el jugador ocupa su puesto y se convierte en el nuevo Señor Blanco nuevo.
En Etherlords II, Diamanda, una heroína mencionada durante una de las campañas de Etherlords I, regresa de entre las tinieblas. Diamanda pertenece a la facción Cinética y fue capturada por la facción Sintética para experimentación. Aparece ahora como una híbrido de estas dos facciones y esparce una siniestra plaga, llamada la Plaga Pálida, que consume el éter entre los seres. Al completar las campañas principales el jugador juega con Diamanda y descubre que la fuerza detrás de la plaga es de hecho el Señor Blanco reinante, quién desea quedarse en el poder para la eternidad lo cual puede conseguir precisamente por intermedio de la plaga. Diamanda fue resucitada precisamente para este propósito, siendo controlada mentalmente, pero recupera el sentido de sí misma y se sacrifica para parar los planes del Señor Blanco.

## Comparación entre Etherlords y Etherlords II
El modo de duelo es idéntico en ambos juegos. Etherlords II introdujo varias modificaciones a cartas ya existentes, ya sea para alcanzar un balance con otras cartas o para hacerlas más interesantes, como así también varias cartas, sobre todo con hechizos relacionados con la Plaga Blanca.
En el modo de escenario el cambio es mucho más notorio. Mientras que Etherlords I utiliza un mapa estrictamente basado en estrategia por turnos, Etherlords II utiliza un mapa con más foco en el personaje y movimiento en tiempo real. El primer juego pone énfasis en objetivos estratégicos, como obtener recursos, conquistar territorio y utilizar héroes múltiples, mientras que el segundo juego evita esto y pone el foco en el jugador aquellos elementos a favor de hacer el jugador obteniendo nuevas cartas y administrando mazos. El efecto más notable de este cambio es que, a excepción de misiones con tiempo límite, los escenarios en Etherlords II no presentan peligros y el jugador es libre de explorar el mapa libremente amenaza de un enemigo destruya su infraestructura. Etherlords II sigue una historia más linear camino lineal.

## Facciones
Hay cuatro facciones en Etherlords. Las facciones Cinética y Vitalidad pueden ser consideradas las protagonistas, mientras que las facciones Caos y Sintética pueden ser consideradas las antagonistas, siendo representadas como tal en el diseño gráfico de las mismas y en la dirección artística de las campañas.
Estas cuatro facciones dominan el mundo de Etherlords, cada una con distintas características pero todas persiguen un mismo objetivo; el dominio total.

### Caos
La facción Caos consiste de una raza tribal de guerreros quienes manejan hechizos de fuego y luz que causan daño directo a criaturas. Criaturas con esta facción incluyen kobolds, orcos, ratas y murciélagos. 

### Cinética
La facción Cinética consiste de seres alados con una afiliación a la magia del aire y el agua. Su arsenal de hechizos pueden causar efectos de retraso en las acciones del enemigo o que descarten cartas. Criaturas con esta facción incluyen aviaks (hombres pájaro), espíritus, y lamias.
Esbeltas y rápidas, las criaturas de esta facción prefieren la velocidad a la fuerza bruta. Son una raza inteligente que valoran el conocimiento más que a la fuerza.

### Sintética
La facción Sintética está compuesta por cyborgs y como tal  emplean máquinas y tecnología. Sus hechizos utilizan ataques biológicos que causan daño a medida que pasa el tiempo. Las criaturas de esta facción son mecánicas y tienen forma de gusanos, mechs, e incluso dinosaurios.
Son una raza extraña ya que son en parte máquina de y en parte biológicos.

### Vitalidad
La facción Vitalidad está compuesta por druidas que poseen afinidad con plantas e insectos. Su manejo del éter les permite conjurar hechizos de formas más eficiente y con mayor velocidad. Tienen muchos hechizos de regeneración. Criaturas de esta fracción incluyen garrapatas, ents y abejas.
Estas criaturas basan su poder en la magia de la naturaleza.